# Theekoepel

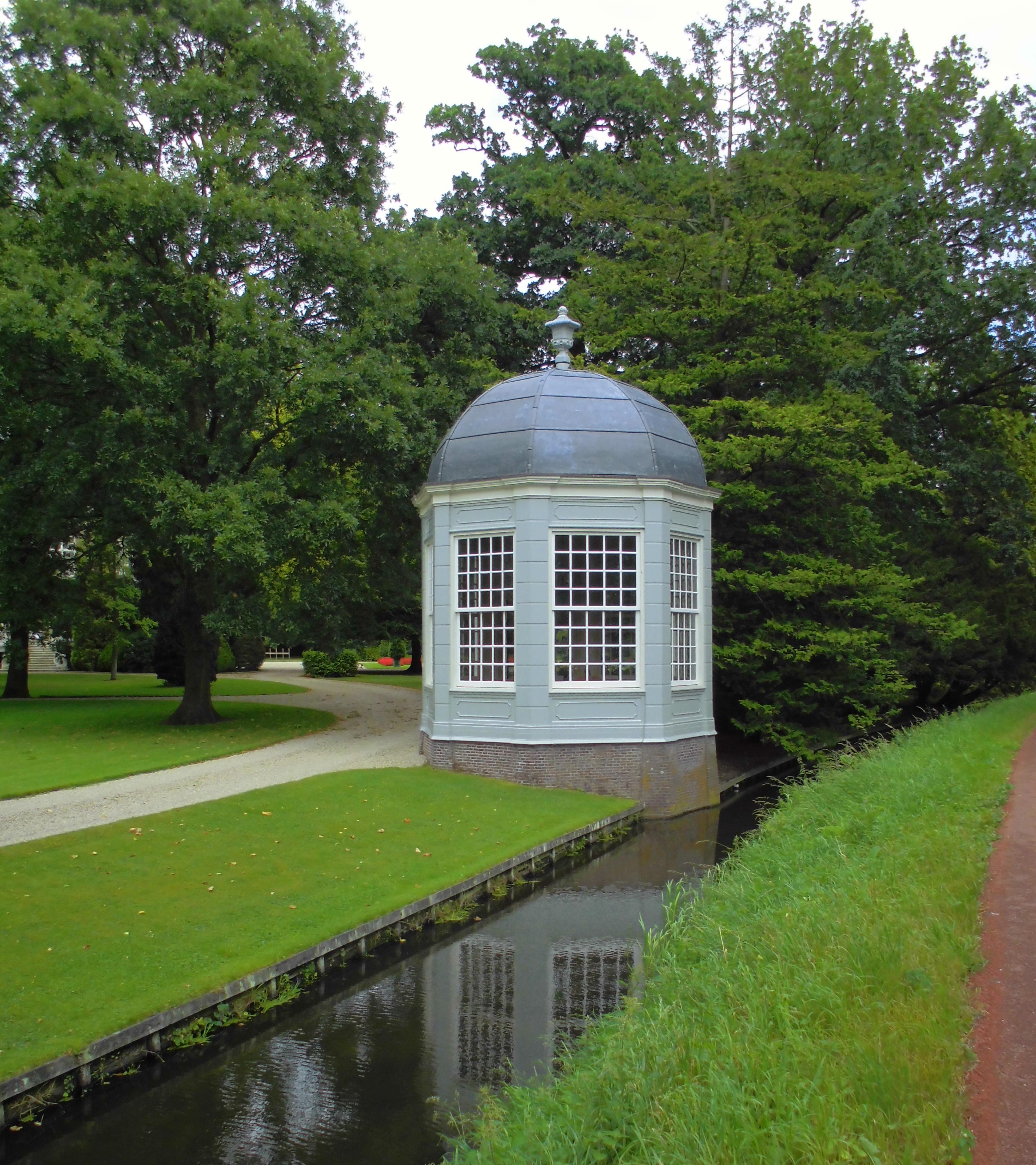
Theekoepel van de buitenplaats Vreedenhoff, daterend uit omstreeks 1777. Dit soort bouw van een theekoepel is vrij gangbaar geweest in de Vechtstreek.

Een theekoepel, tuinkoepel of koepel is een gesloten gebouwtje met over het algemeen een koepelvormig dak en veel ramen. Vanaf de 17e eeuw werden theekoepels vooral in Nederland door welgestelden gebouwd voor hun vrijetijdsbesteding. Vandaag de dag zijn deze bouwwerkjes menigmaal gewaardeerd als monument.
In literatuur wordt er vaak onderscheid gemaakt tussen een theekoepel, een theehuis en een prieel.

## Beschrijving
Theekoepels zijn een typisch Nederlands verschijnsel. Daarbij wordt vaak, niet in de laatste plaats vanwege de naam, gedacht dat theekoepels in hoofdzaak waren bedoeld als plaats om thee te drinken. Hij diende echter eerder als prestigeobject van de eigenaar die het zich kon veroorloven en werd vooral gebruikt voor diverse vrijetijdsbestedingen zoals drinken (thee maar ook alcohol), etentjes en lezen. Ze bevinden zich dikwijls op buitenplaatsen, zomerverblijven van rijke stedelingen. Theekoepels dateren vrijwel allemaal van de 17e eeuw tot aan het begin van de 20e eeuw.
Vestigingsplaats is meestal vrijstaand op een punt met een bijzonder uitzicht, zoals aan een rivier, weg of op een heuvel. Niet alleen zien, maar ook gezien worden, kon een rol spelen. Een deel van de theekoepels is trendsettend geweest, kostbaar uitgevoerd en onder architectuur gebouwd. De mode kon daarbij veranderen en zo zijn onder meer Chinese en Turkse invloeden gebruikt. De navolging varieert en kan bestaan uit een minder duur, degelijk gebouwtje tot aan een goedkope, eenvoudige theekoepel, waarbij de plaatselijke timmerman het werk op zich kon nemen. Tuin- en landschapsarchitecten annex architecten als Daniël Marot en J.D. Zocher jr. vormden de tegenhangers daarin. Verder zijn onder meer speelhuisjes sterk verwant aan theekoepels.

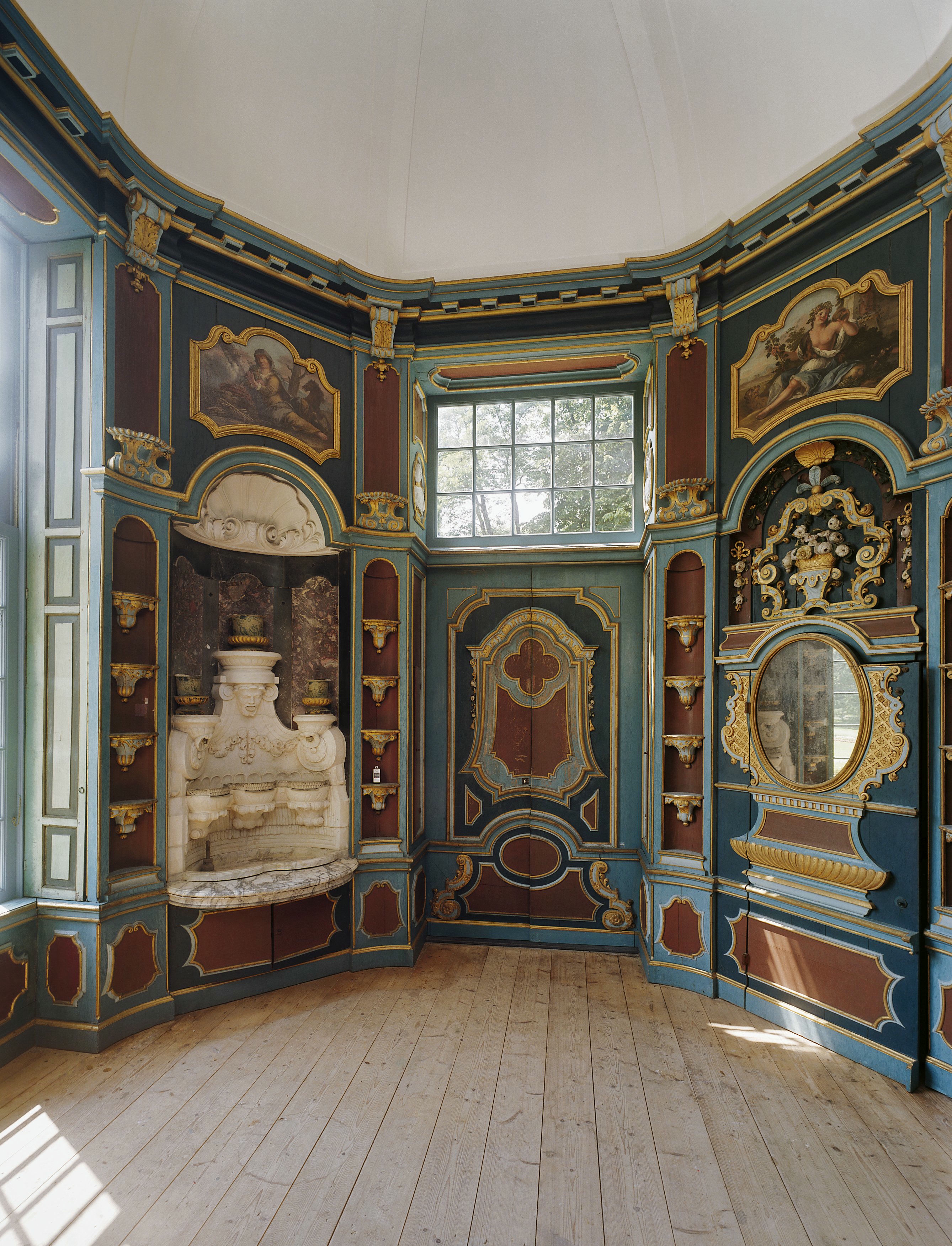
Interieur theekoepel van Kasteel Rosendael, gebouwd circa 1725.

Het grondplan van de theekoepel is symmetrisch en heeft ronde of veelhoekige verschijningsvormen zoals een vierkant, zeshoek of een achthoek. De gebruikte materialen voor de opbouw van de theekoepel kunnen bestaan uit baksteen en/of natuursteen maar ook wel uit metaal of hout. Het dak van de theekoepel heeft op een enkele uitzondering na altijd een naar het midden verhogende vorm en kan onder andere een koepeldak of tentdak zijn. Al dan niet in overstek en/of voorzien van wendingen kan dat bedekt zijn met metaal, riet, leien, pannen of teer-/bitumenachtige materialen. Het exterieur kan sober zijn uitgevoerd tot aan zeer excentriek zoals bij Tataarse theekoepels. Binnenin de theekoepel is er altijd plaats voor meerdere personen. De theekoepel bevat soms meerdere ruimtes zoals een kelder, onderverdieping of boothuisje onder de hoofdruimte en daarnaast buiten ook wel een balustrade. In meer of mindere mate bevatten theekoepels kastruimte, een keukentje, privaat en/of een vuurplaats. Rijk versierde interieurs waren voorzien van onder meer schilderingen, houtsnijwerk, wandbespanningen of stucwerk met ornamenten. Tot het inventaris behoren drink- en eetgerei en meubelen.
Een deel van de theekoepels is verdwenen, vooral de goedkope, eenvoudige theekoepels zijn gesloopt in de loop der tijd. Een ander deel is verhandeld en verplaatst. De grootste concentratie theekoepels bevindt zich in de Vechtstreek en 's-Gravenland. Ook langs de Amstel, Angstel, het Spaarne en andere rivieren in Nederland of op oude stadsomwallingen of parken werden veel theekoepels opgericht.

## Koepel of schenkerij
Soms worden theekoepels gerestaureerd en uitgebreid zodat er meer sprake is van een theeschenkerij met terras en dergelijke. In het Nationaal Park De Hoge Veluwe, vlak bij Jachthuis Sint-Hubertus, staat de voormalige theekoepel van Helene Kröller-Müller ontworpen door Berlage. In 2009 is deze geopend als theeschenkerij voor de bezoekers van het museum. De bediening wordt verzorgd door gehandicapten in dienst van een zorginstelling. Sinds 1999 is ook de theekoepel in de Gouverneurstuin te Assen als zodanig in gebruik.

## Voorbeelden van theekoepels

Afbeeldingen
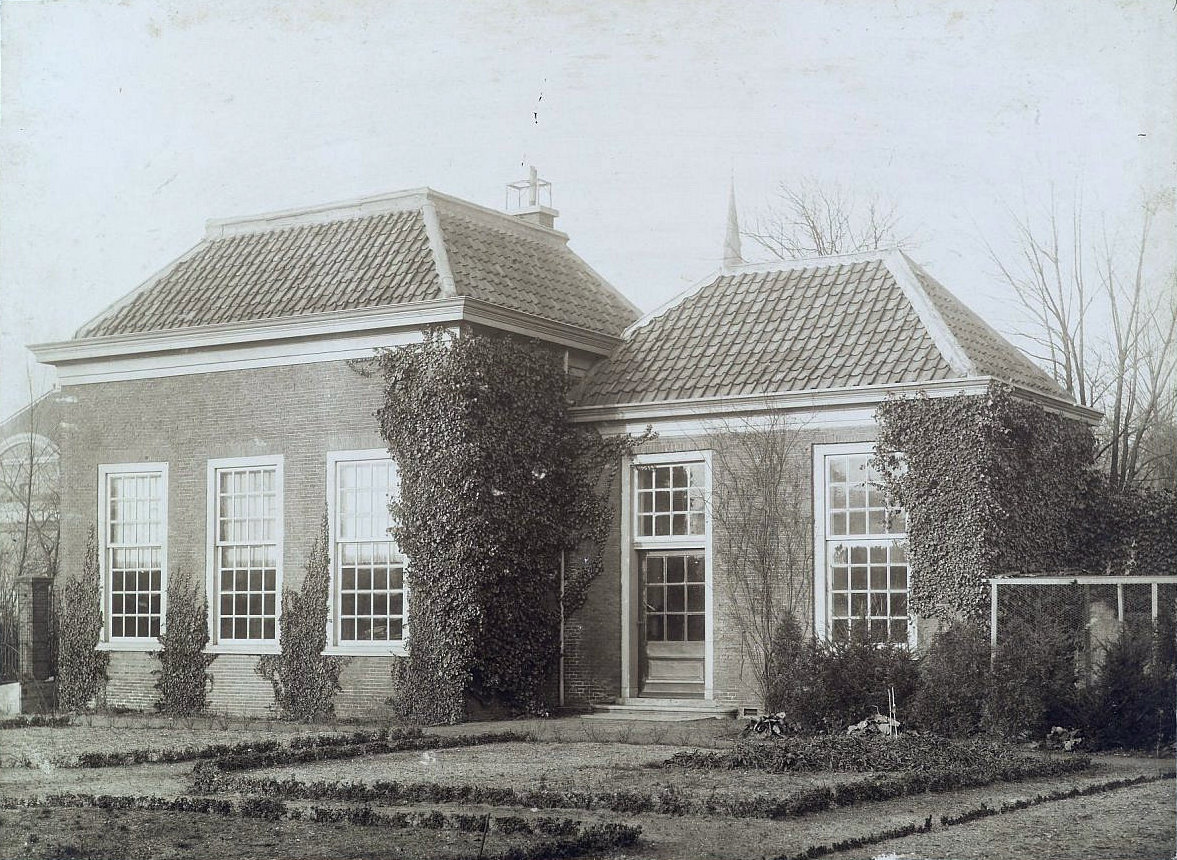
Koepel van Fagel in Den Haag (1701)
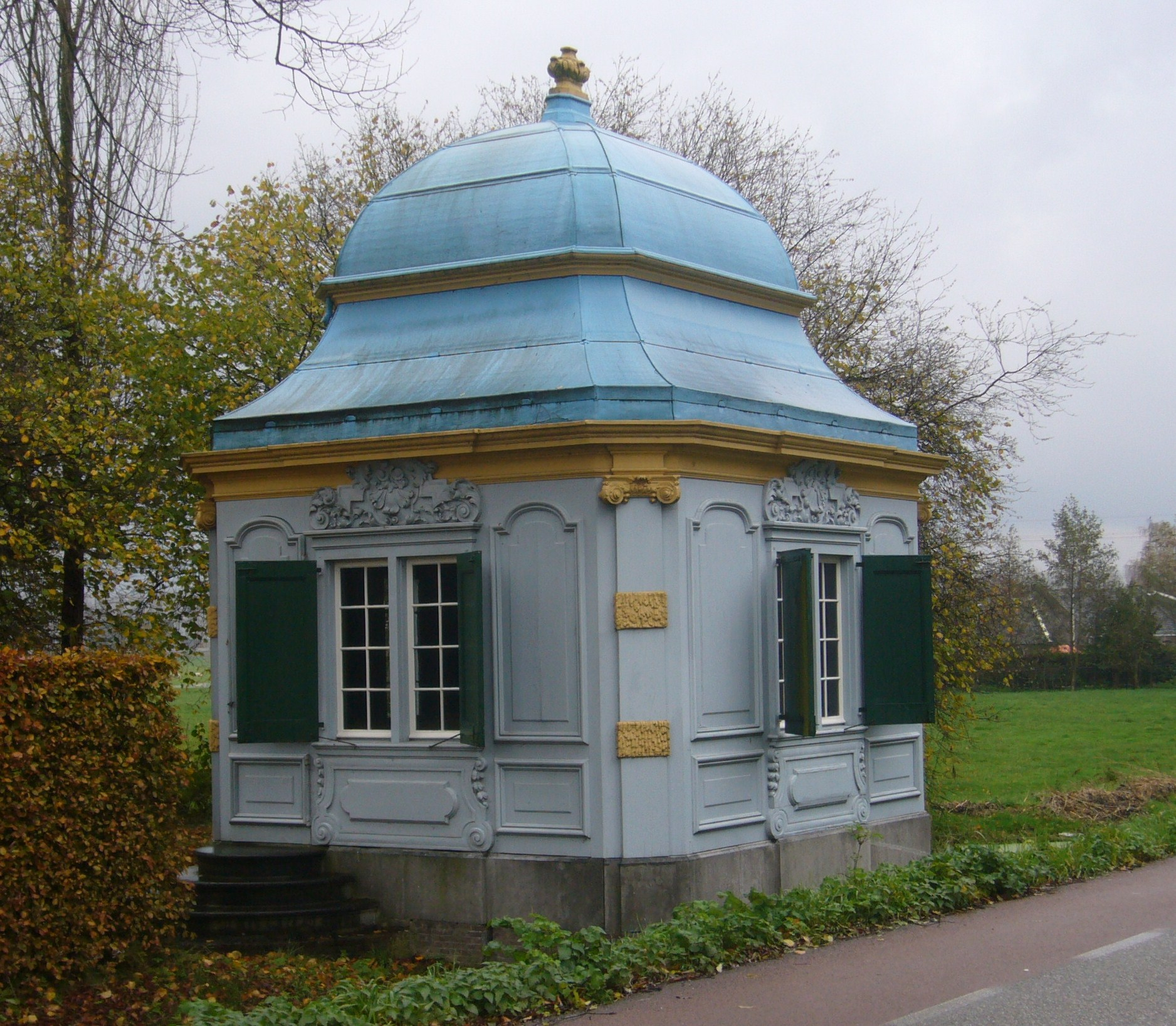
Valkenheining in Baambrugge, gebouwd 1700-1730
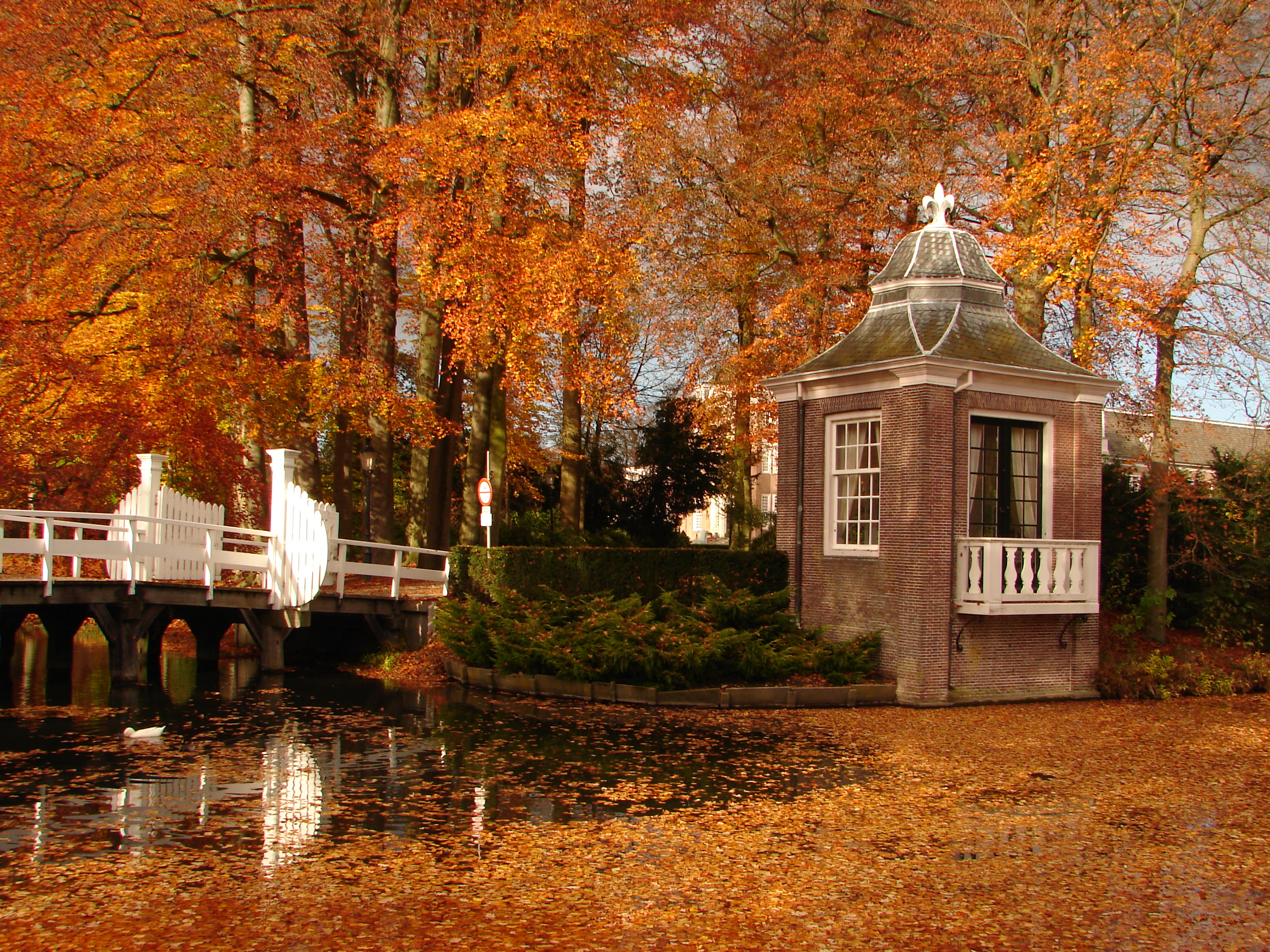
Theekoepel slot Zeist
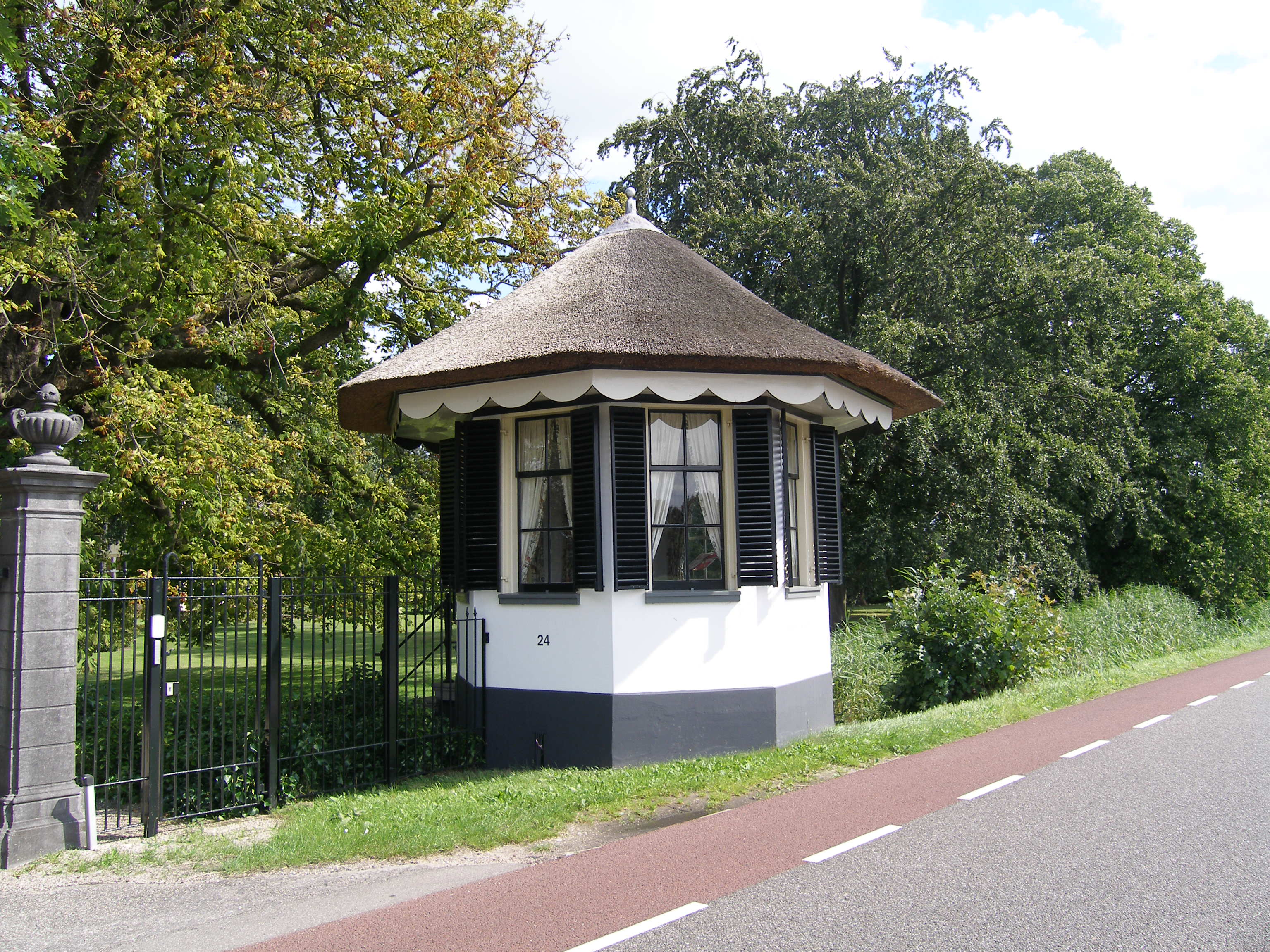
Chinese koepel van Leeuwenburg
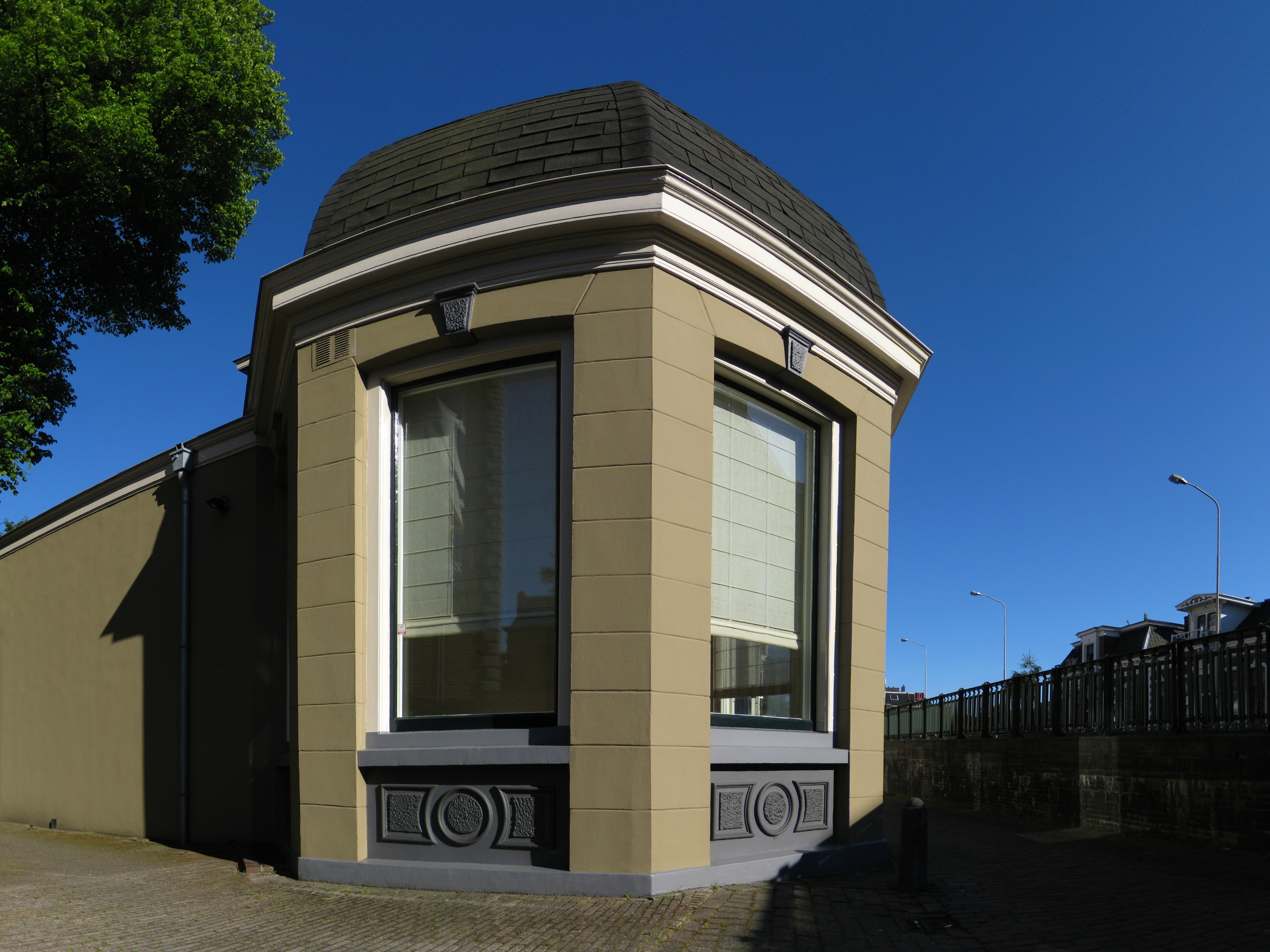
Groningen, Hereweg (1774)
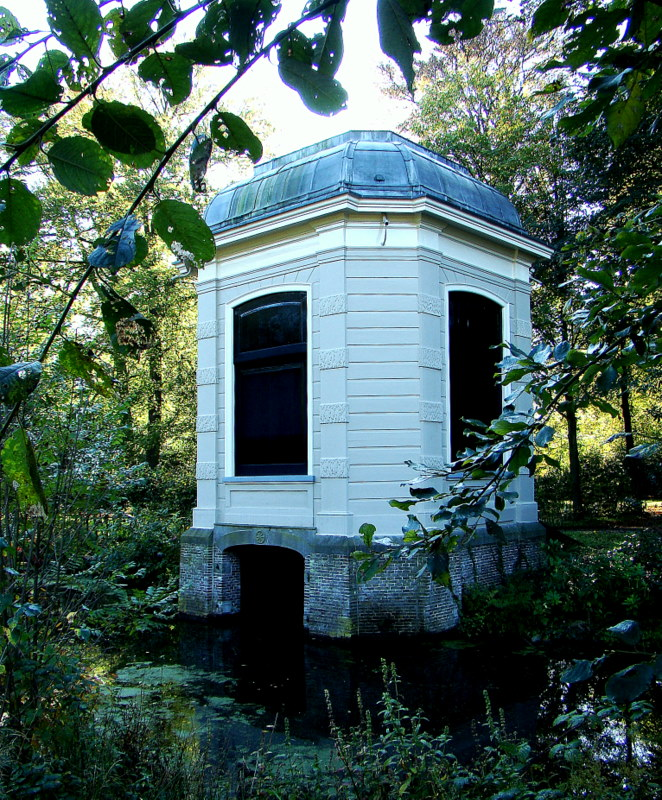
Theekoepel, landgoed Land en Bosch 18de eeuw
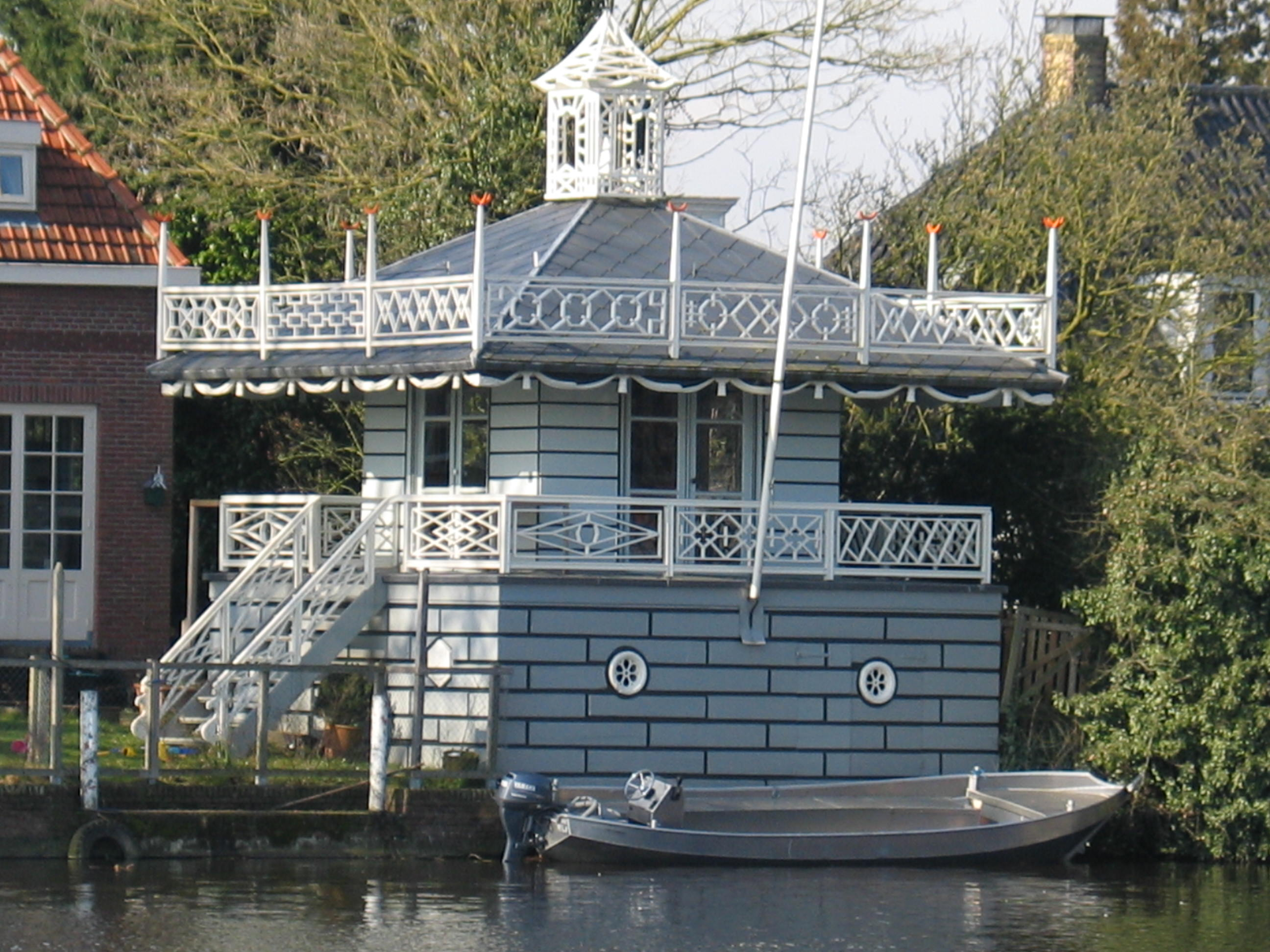
Laat-18e-eeuwse Tataarse theekoepel in Broek in Waterland
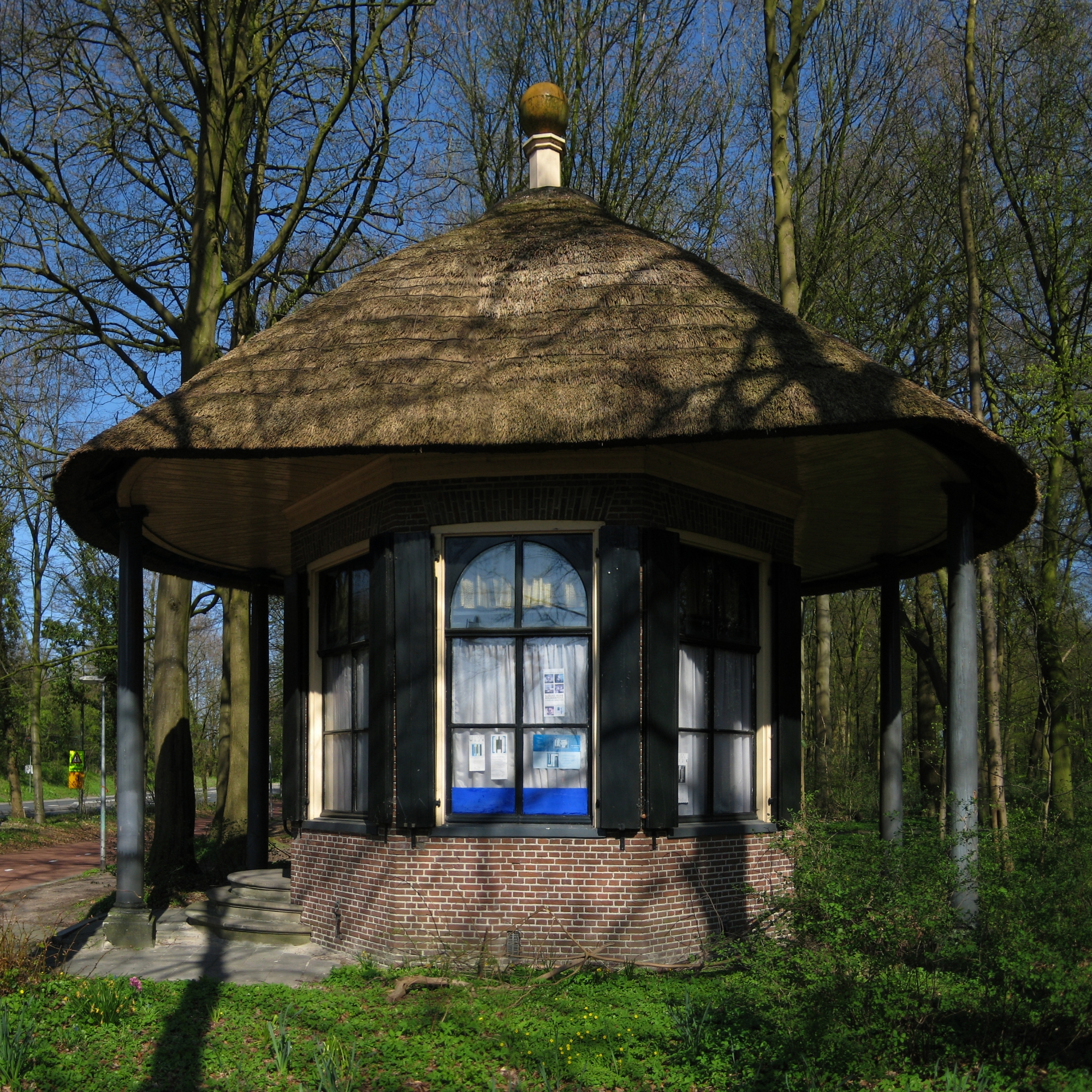
Groningen Sterrebos (1818)
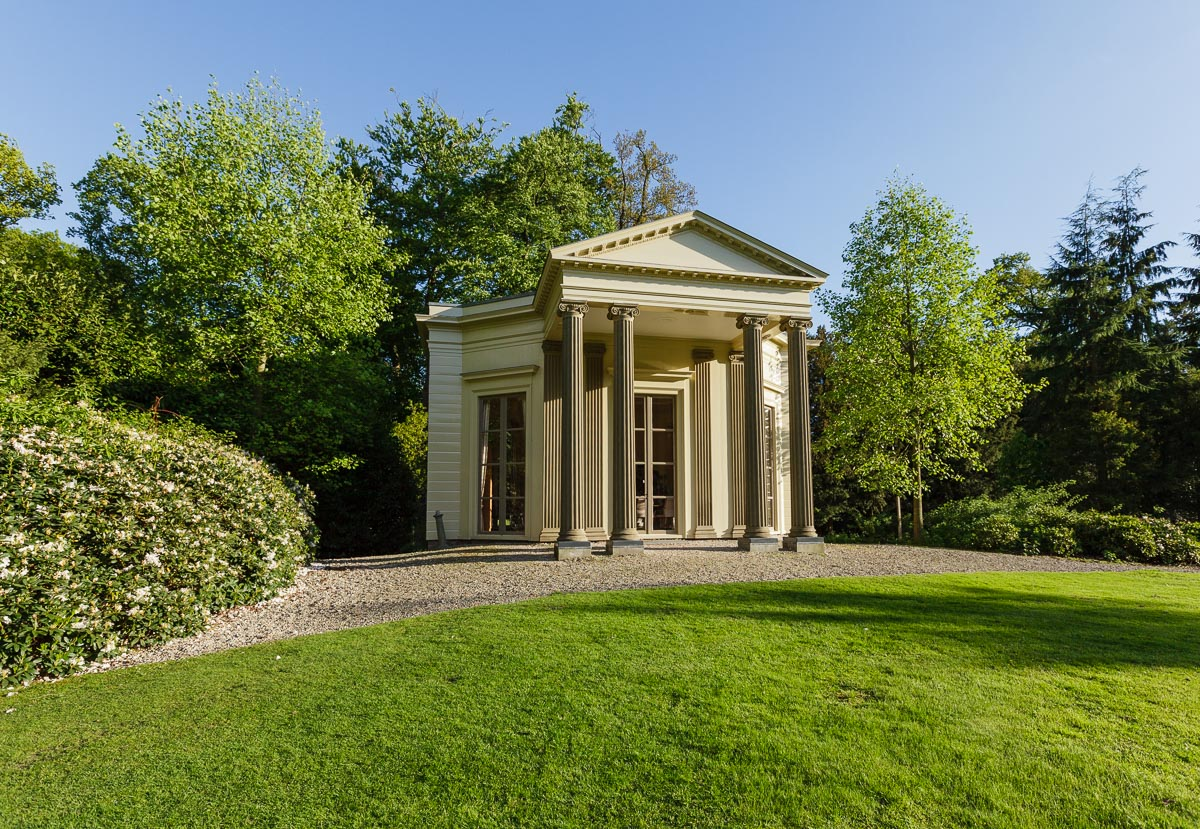
Capitool in 's-Graveland (1820)
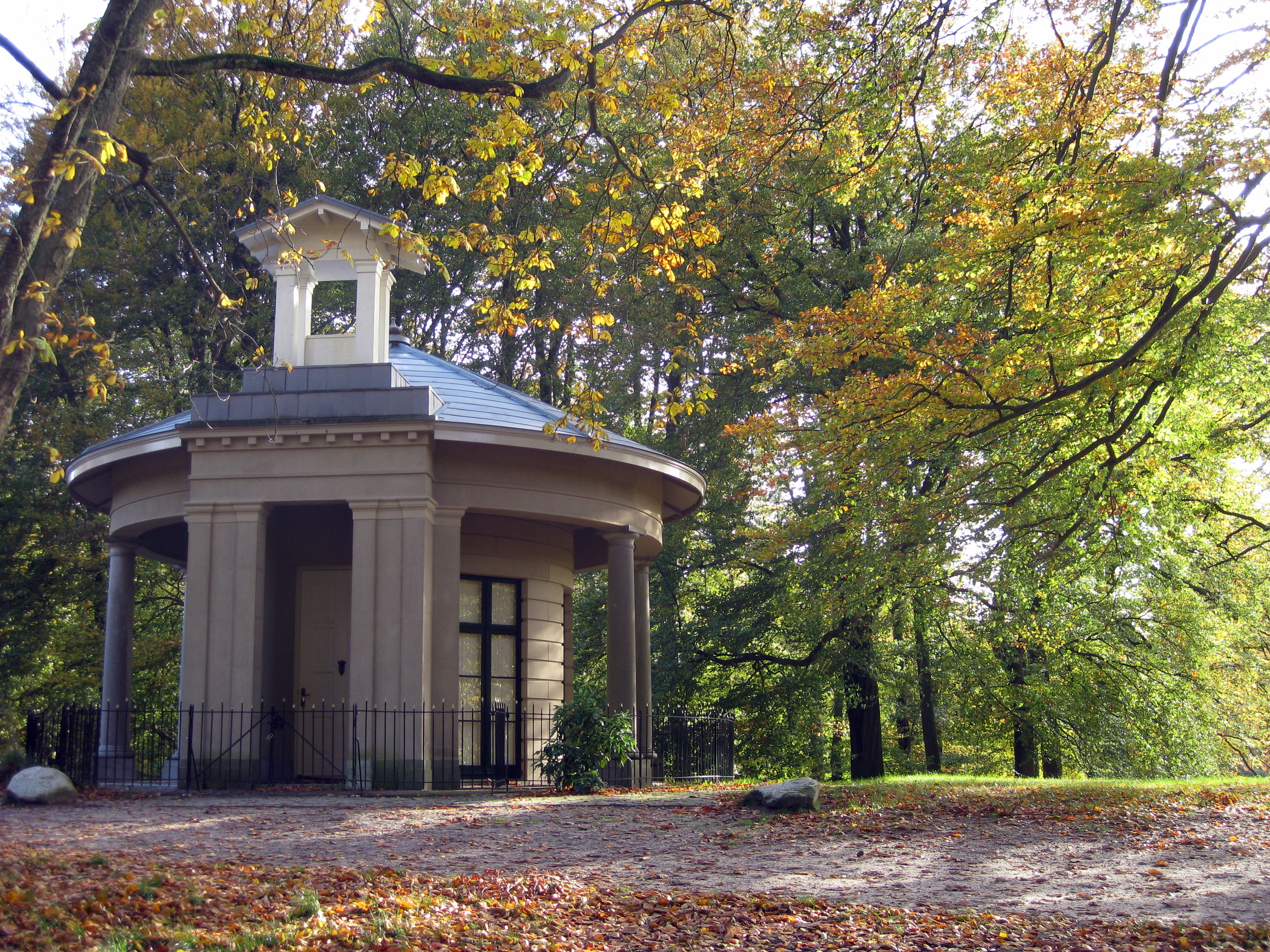
Koepel van Stoop, landgoed Henschoten (1840)
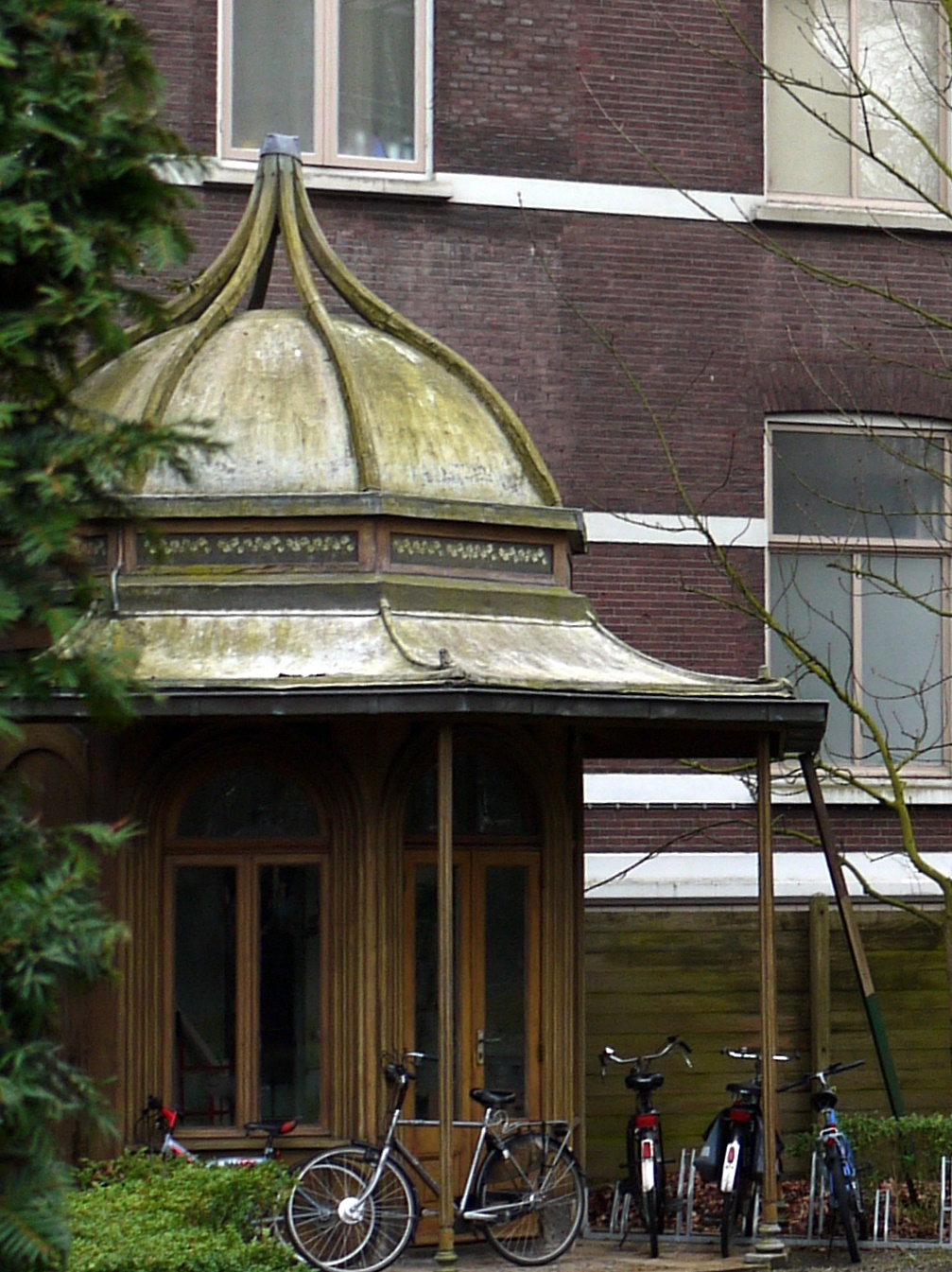
Dordrecht Singel (1895)
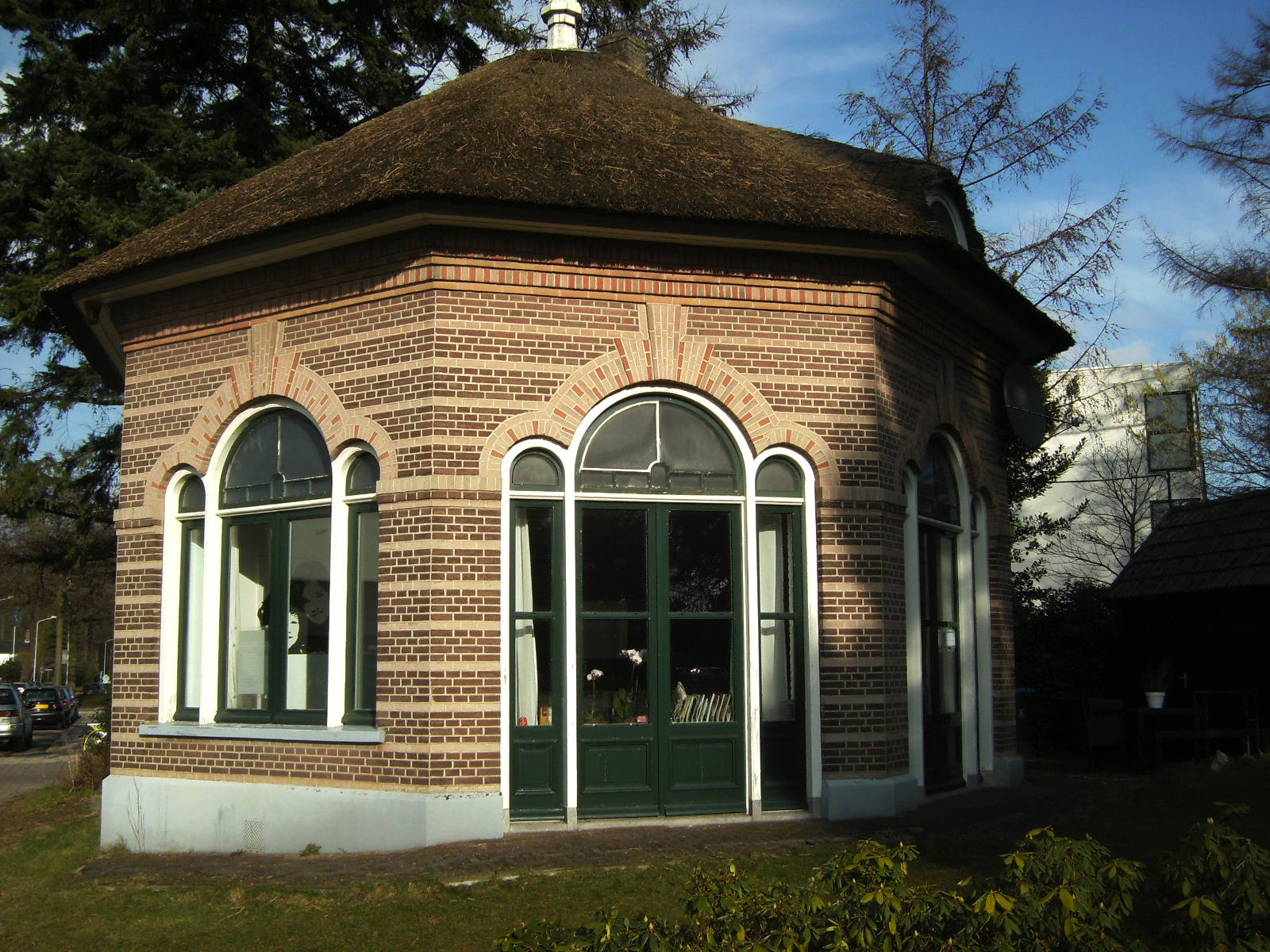
Doetinchem Ruimzicht (1905)
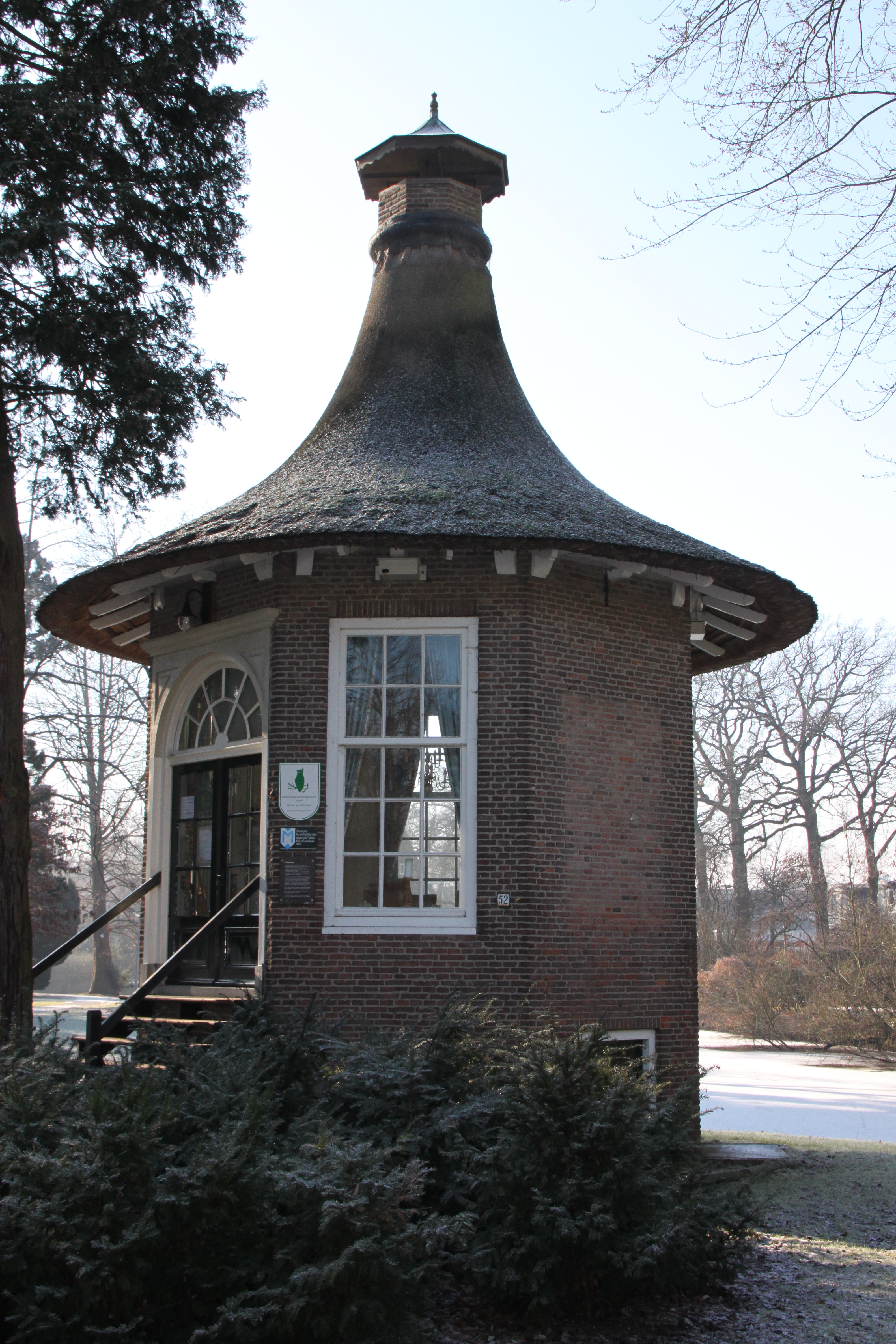
Meppel Wilhelminapark (1914)
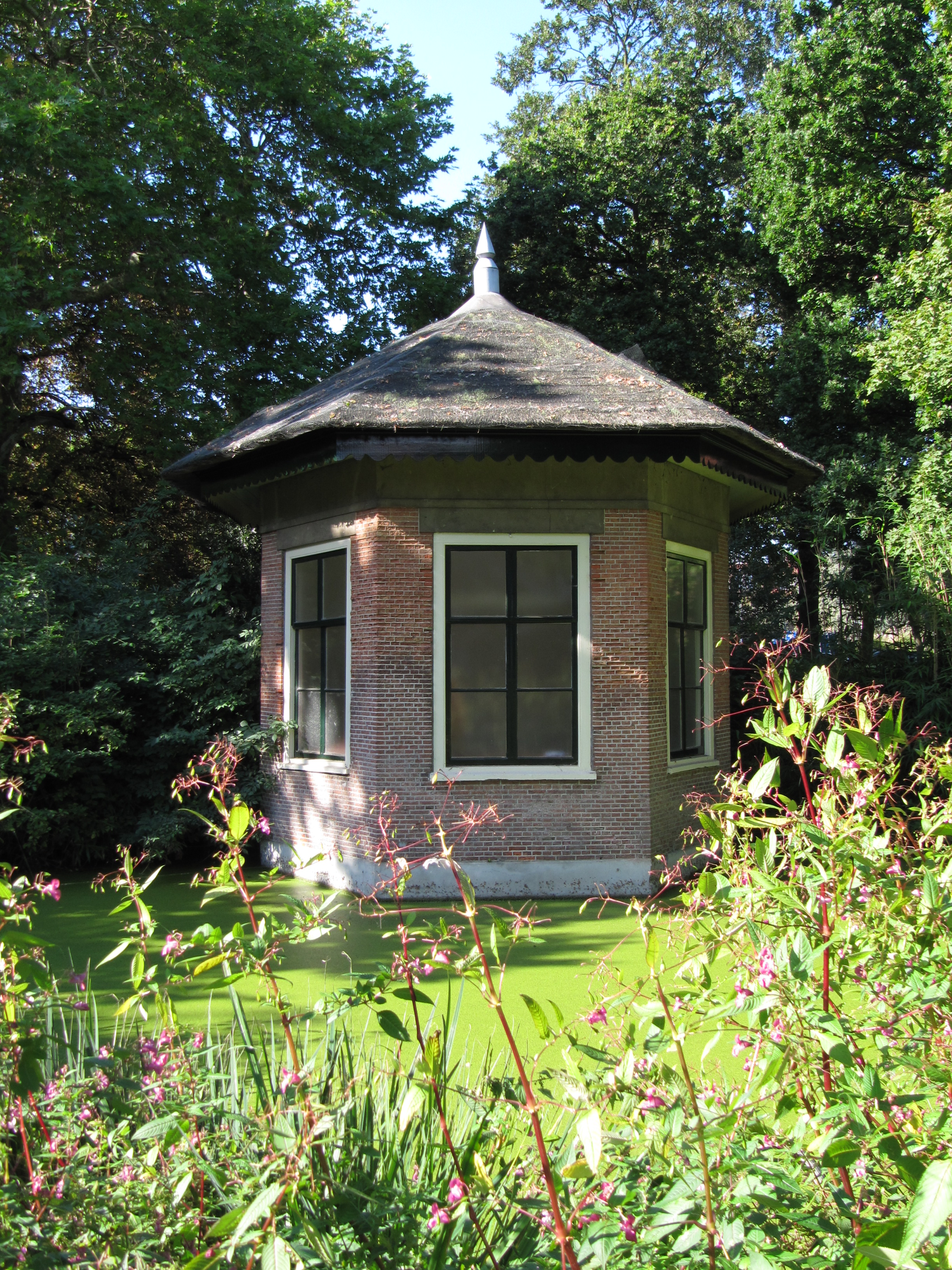
Rijswijk, Hofrust (laat-18e-eeuws)
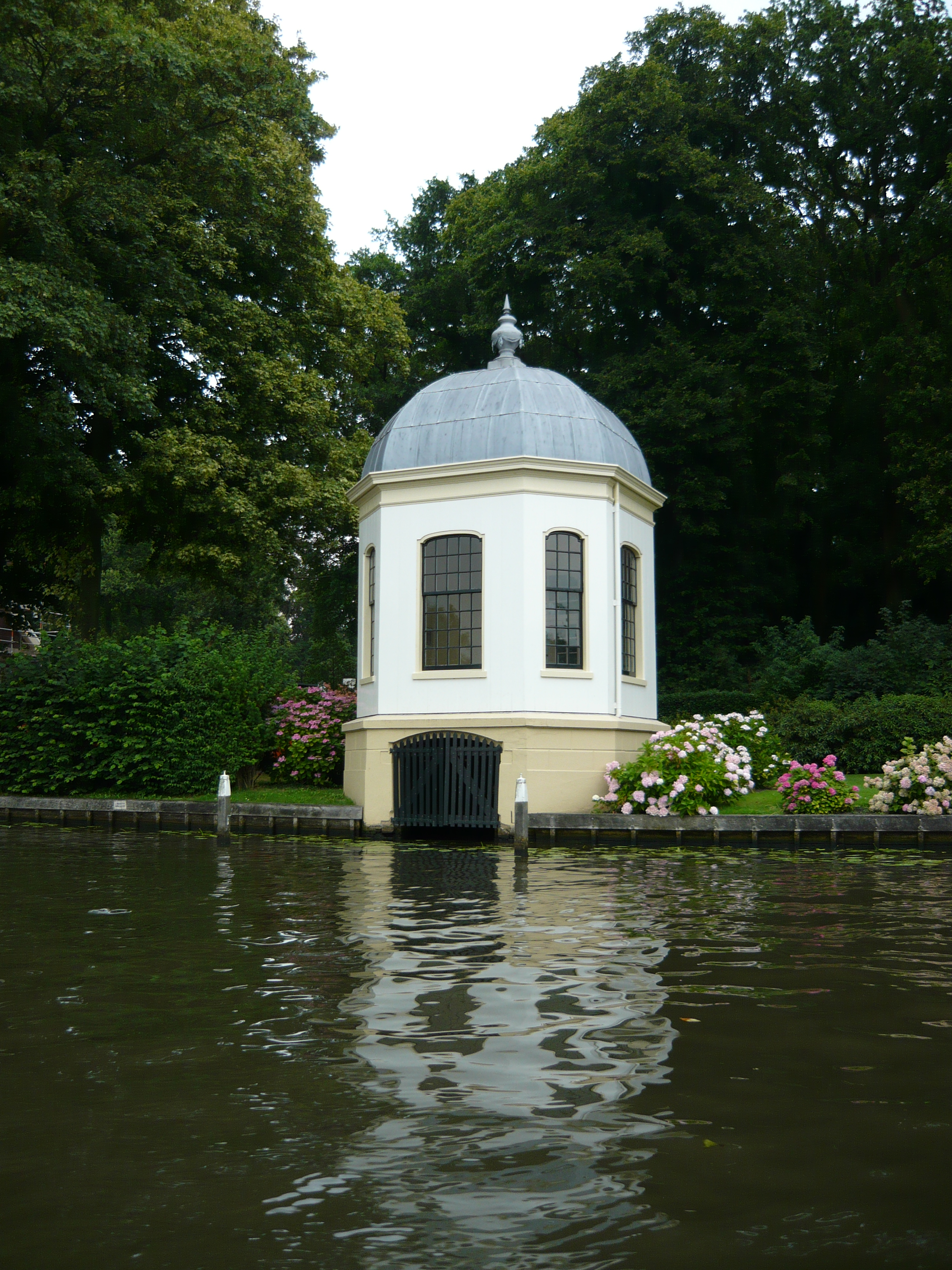
Theekoepel bij Vegtlust, Loenen aan de Vecht
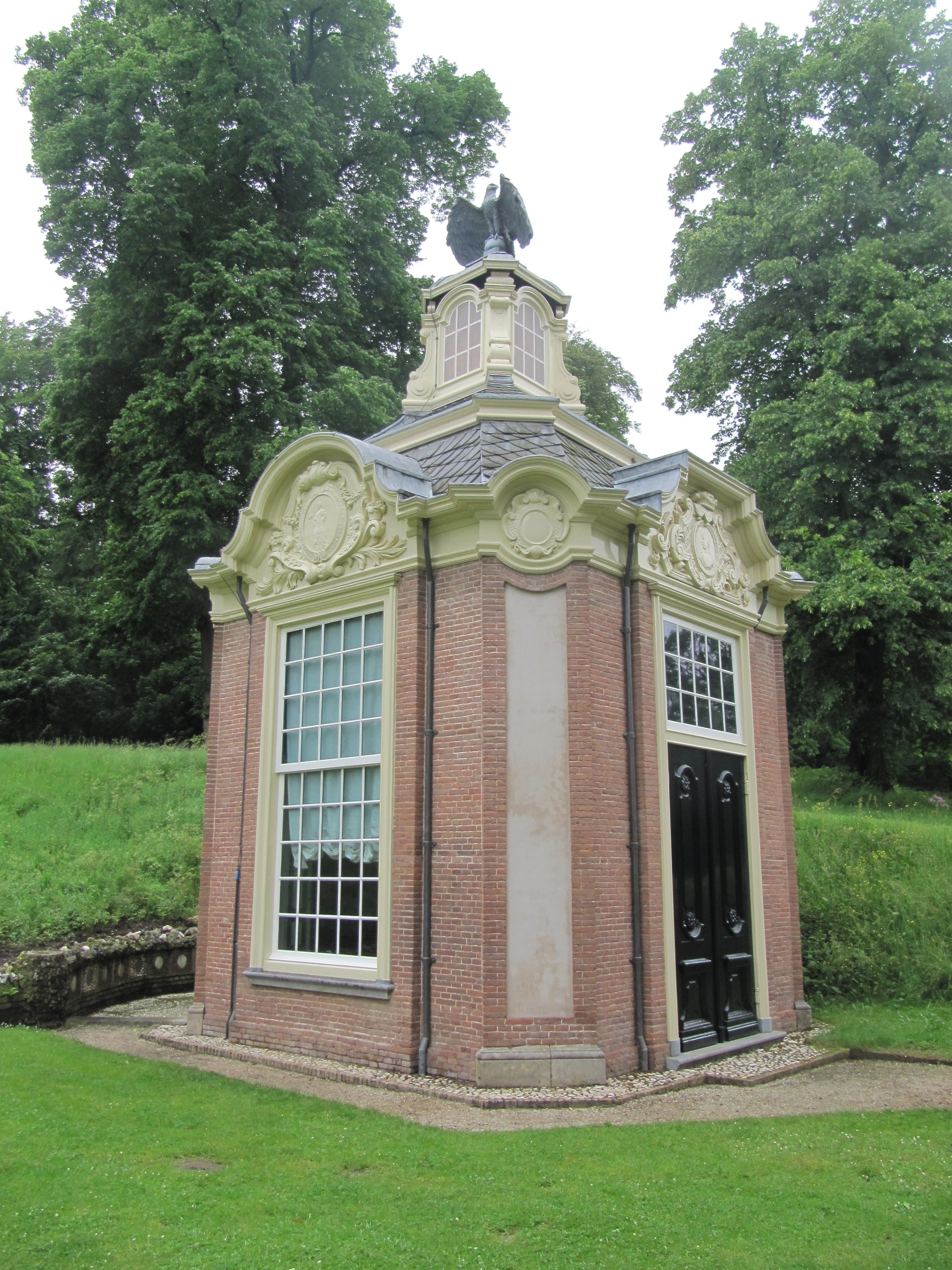
Koninks Huisje (1726), Kasteel Rosendael
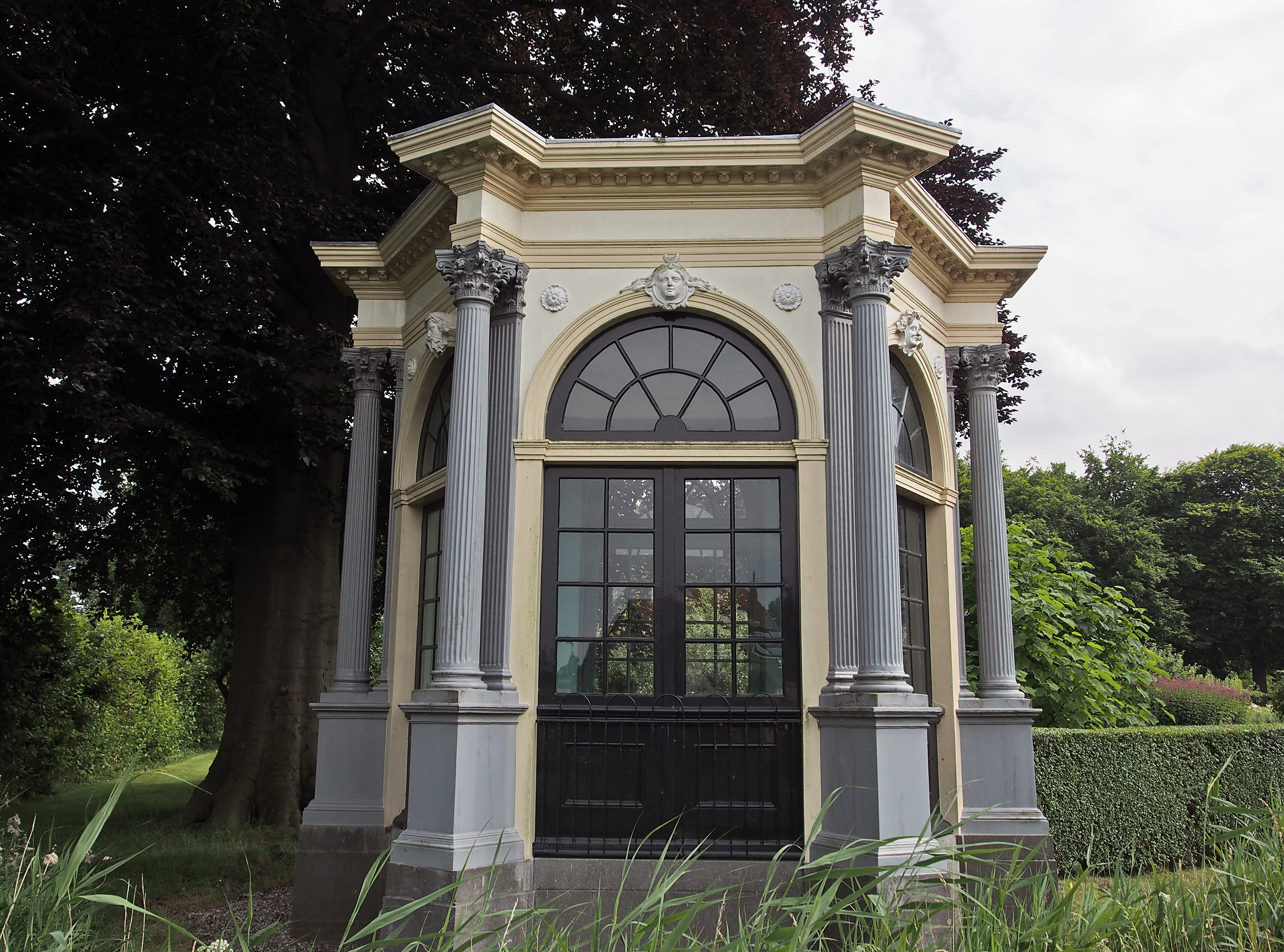
Tuinkoepel, Vechtoever (1775)
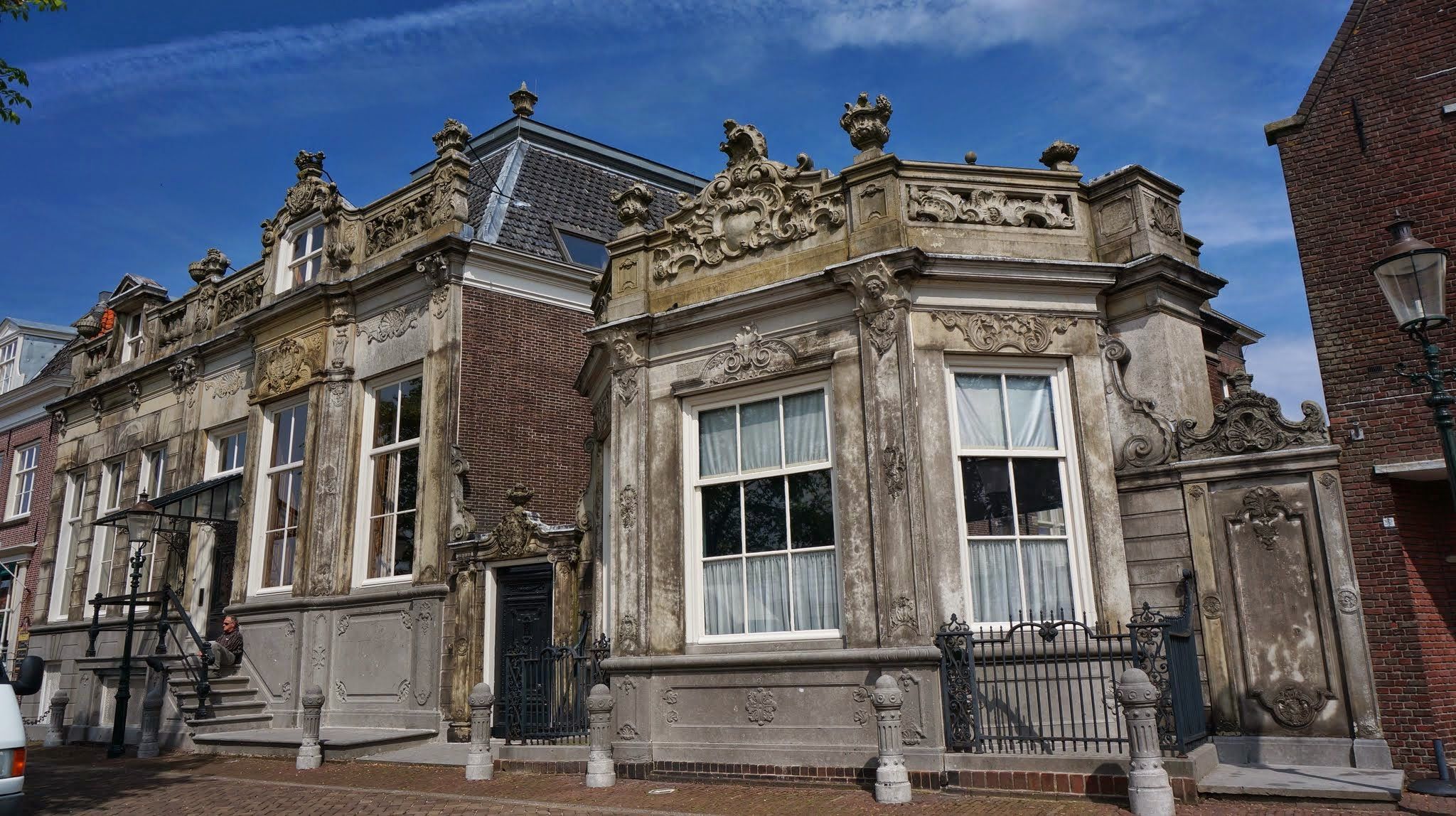
Tuinkoepel (rechts) van het Snouck van Loosenhuis (links), Enkhuizen (1742)